# Прапор Теофіпольського району
Прапор Теофіпольського району — офіційний символ Теофіпольського району Хмельницької області України, затверджений рішенням сесії Теофіпольської районної ради 29 червня 2011 року.

## Опис
Прапор району являє собою прямокутне полотнище синьо-малиново-зеленого кольору із співвідношенням сторін 2:3.